# Río San Juan
Río San Juan är en 180 kilometer lång flod i Nicaragua. Den är Nicaraguasjöns utlopp i Karibiska havet, och med 42 051 km2 har den det näst största avrinningsområdet av alla floder i Centralamerika. Flodens nedre lopp utgör gräns mellan Nicaragua och Costa Rica, där floden och den nicaraguanska stranden utgörs av det långsmala Viltreservatet Río San Juan. 
Río San Juan är historikt mycket betydelsefull då den var en viktig transportled mellan den välbefolkade västra delen av Nicaragua och det Karibiska havet och vidare till moderlandet Spanien. Under mitten av 1800-talet var floden en del av Transitrutten, det snabbaste och populäraste sättet att ta sig mellan de östra och västra delarna av Förenta Staterna.

## Geografi
Floden börjar sin bana vid Nicaraguasjöns sydöstra hörn vid staden San Carlos. Den flyter därefter österut förbi det gamla fortet El Castillo. Fyra kilometer söder om El Castillo blir den en gränsflod mellan Nicaragua och Costa Rica. Gränsen går vid flodens södra strand, så själva floden är nicaraguanskt territorium.
Floden har ett stort antal småöar. Mellan Nicaraguasjön och gränsen till Costa Rica ligger, från sjön till havet, Isla Pitazo, Isla Chu María, Isla El Chorizo, Isla El Caño, Isla Medio Queso, Isla Grande, Isla Chica, Isla Sombrero de Cuero och Isla La Juana. Därefter, som gränsflod, finns bland annat öarna Isla Providencia, Isla Machado, Isla San Francisco, Isla California, Isla Nelson, Isla Anteguera och Isla de las Culebras. Dessa tillhör alla Nicaragua.

## Historia

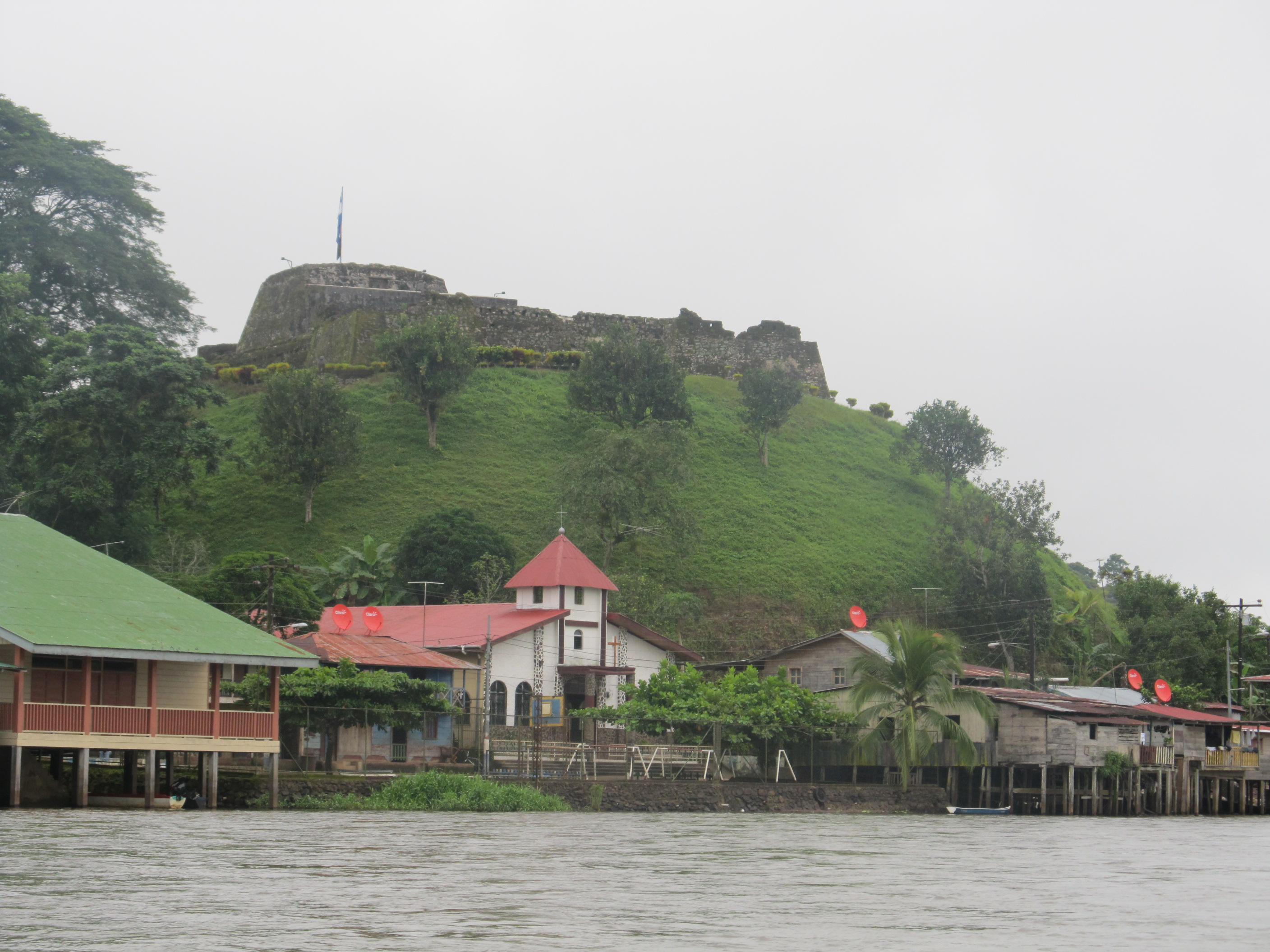
Fortet El Castillo

Engelska pirater seglade upp för floden 1665 och plundrade och brände staden Granada. Spanjorerna byggde då 1673 fortet El Castillo på en strategisk höjd ovanför en av flodens forsar, vilket då var det det näst största spanska fortet i Amerika. Fortet förhindrade fortsatta piratattacker men ej attacker från den engelska militären. Under det europeiska sjuårskriget, den 26 juni 1762, anföll den engelska militären fortet med 2 000 man och över 50 båtar i ett försök att nå och erövra staden Granada. Oturligt nog för försvararna hade den spanske befälhavaren, Don José de Herrera y Sotomayor, oväntat avlidit endast elva dagar tidigare, den 15 juni. Befälhavarens 19-åriga dotter, Rafaela Herrera tog då ledningen över de 100 försvararna. Under det 6 dagar långa slaget lyckades de hålla fortet och förhindra fienden att komma längre upp längs floden och nå Granada. År 1780 gjorde engelsmännen ett nytt försök att segla upp för floden under ledning av John Polson och Horatio Nelson. Genom att anfalla från landsidan intog de fortet efter 18 dagars strid, men förlusterna på 2 500 man var för stora för att de skulle kunna fortsätta fälttåget mot Granada och de intog aldrig staden.

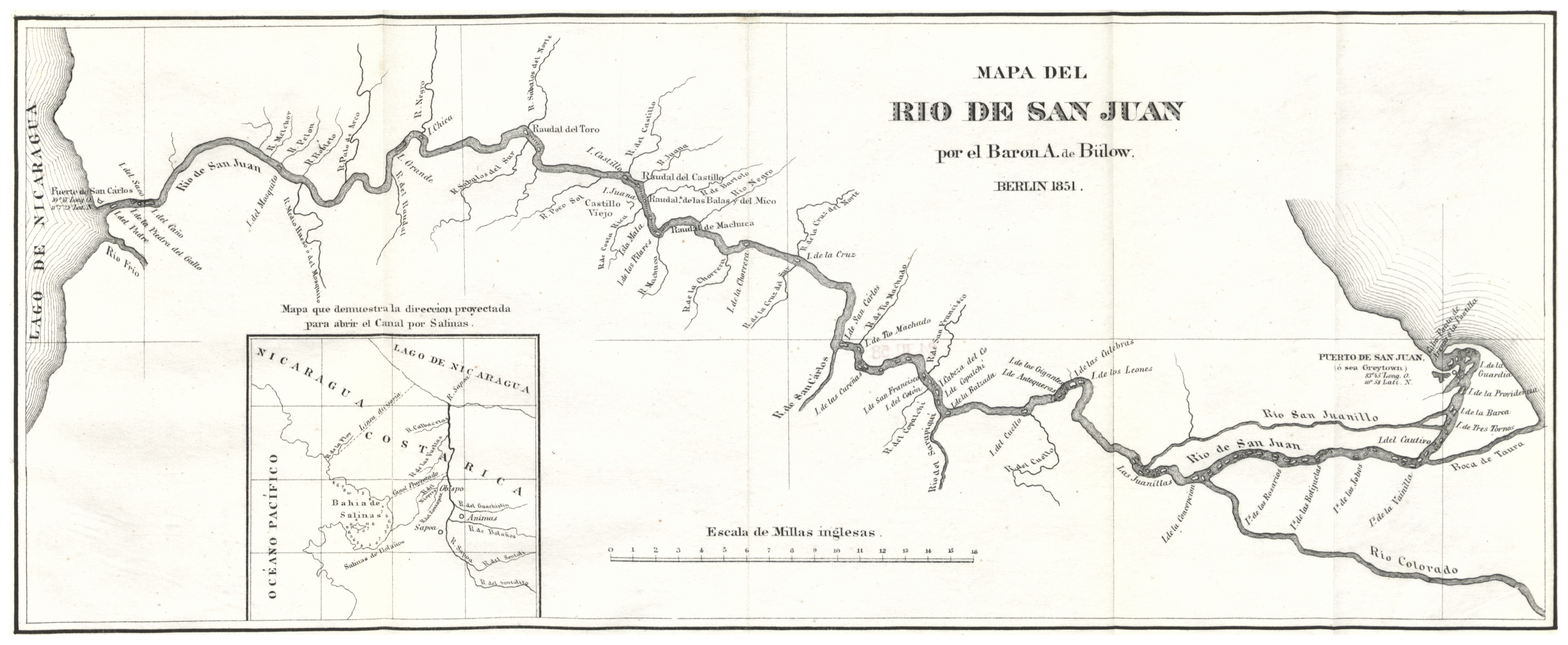
Karta över Río San Juan 1851

Under guldrushen i Kalifornien, som började 1849, användes Río San Juan som den snabbaste och bekvämaste färdvägen mellan östra och västra Förenta Staterna. Cornelius Vanderbilt organiserade Transitrutten, där passagerarna åkte båt från USA:s östkust till San Juan del Norte vid Río San Juan flodens mynning, och därefter i en mindre båt uppför floden och över Nicaraguasjön. Där fick de sedan åka hästdiligens i 15 kilometer till San Juan del Sur på Stillahavskusten, varifån de tog ett nytt fartyg till Kalifornien. En av de många amerikaner som på detta sätt färdades upp för floden var författaren Mark Twain.

## Befolkning
Med undantag av San Carlos vid flodens början vid Nicaraguasjön är trakten runt floden mycket glesbefolkad.

## Transporter
Då det inte finns något nämnvärt vägnät längs floden, med undantag av dess allra översta lopp, fungerar floden fortfarande som en viktig transportled mellan kommunerna San Carlos, El Castillo och San Juan del Norte, med reguljär personbåttrafik. Det finns dock inte längre någon långväga godstrafik på floden, som nu istället går upp längs floden Río Escondido till El Rama och sedan med lastbil till landets västra delar. Det finns endast en bro över floden, tio kilometer öster om Nicaraguasjön. Denna bro, vid namn Puente Santa Fe, förbinder de nicaraguanska deparatementen öster om Nicaraguasjön med Costa Rica, vars gräns ligger endast fem kilometer söder om bron. Det är den största bron i Nicaragua, och den blev färdig 2014 med japanska biståndspengar och expertis.

## Naturskyddsområden

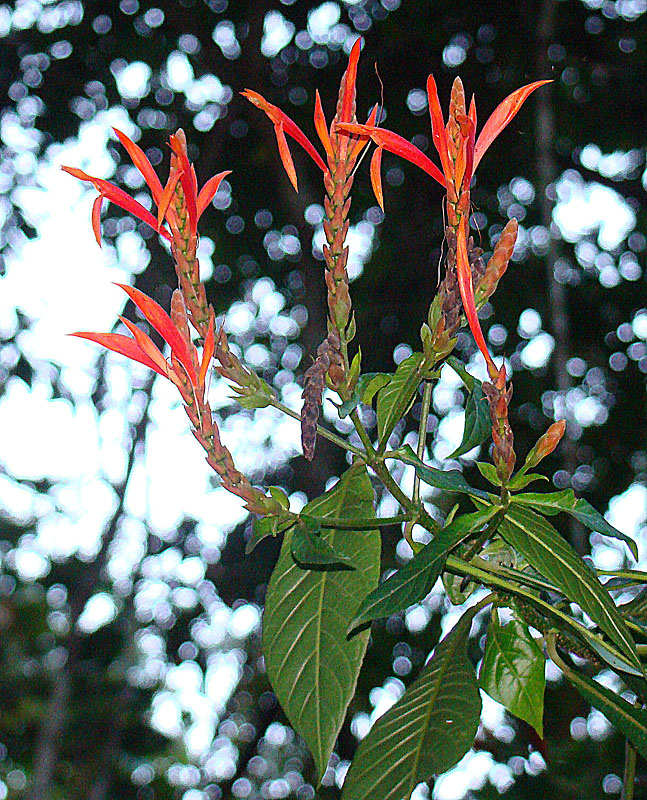
Blomma i Viltreservatet Río San Juan

Det finns hela sju naturskyddsområden längs floden.
På den Nicaraguanska sidan finns det två reservat söder om floden. Dels det 438 km2 stora vildreservatet Los Guatuzos längst i norr vid Nicaraguasjön och dels det historiska monumentet runt fortet i El Castillo. Båda har en rik flora och fauna. Längs flodens norra strand ligger det 430 km2 stora men långsmala Viltreservatet Río San Juan, med början strax söder om El Castillo och ända ner till Karibiska havet. Där innanför ligger det mer svårtillgängliga och 2640 km2 stora biologiska reservatet Río Indio Maíz. 
Längs hela den den costaricanska sidan ligger viltreservatet Corredor Fronterizo som ett tre kilometer brett band längs floden. Där innanför ligger viltreservatet Maquenque drýgt halvvägs nerför floden samt viltreservatet Barra del Colorado vid flodens mynning.      